# SMTOWN WEEK
SMTOWN WEEK는 SM TOWN의 릴레이 콘서트이다. 이 콘서트는 경기도 고양시에 위치한 일산 킨텍스에서 8일에 걸쳐 진행되었으며, 퍼포먼스 위주로 펼쳐지는 SM 콘서트와의 차별성을 위해 멘트에 비중을 높임으로서 관객들과 깊이 소통하려는 취지 하에 기획되었다.